# Arhopala tenea
Arhopala tenea är en fjärilsart som beskrevs av Hans Fruhstorfer 1914. Arhopala tenea ingår i släktet Arhopala och familjen juvelvingar. Inga underarter finns listade i Catalogue of Life.